# Лиланд Станфорд
Амаса Лиланд Станфорд (на английски: Amasa Leland Stanford) е американски железопътен предприемач, политик и основател на Станфордски университет.

## Биография
Станфорд е роден на 9 март 1824 г. в в Уотървлийт, Ню Йорк, като едно от осемте деца на Джозея и Елизабет Станфорд. Следва право в Олбани.
През 1850 г. се жени за Джейн Илайза Латроп. Работи като адвокат, пробва се в добива на злато. Печели главно като се включва в строителството на жп линии. През 1861 г. той става президент на Central Pacific Railroad. Под негово ръководство се строи първата железопътна линия през Сиера Невада. За 293 дена са построени 530 мили (около 850 км.). Станфорд е бил член на Републиканската партия и политически активен. От декември 1861 г. до декември 1863 г. той е осмият губернатор на Калифорния. По това време намалява наполовина дълга на Калифорния и се застъпва активно за опазване на горите. По-късно става сенатор в американския сенат от 1885 г. до смъртта си през 1893 г. Автор е на законопроект, позволяващ на работниците да се обединяват в кооперативи,
Умира на 21 юни 1893 г. в Пало Алто, Калифорния.

## Станфордски университет
Станфорд е притежавал големи масиви лозя и винарна, както и предприятия за отглеждане на животни. Със съпругата си имат един син Leland Stanford Jr, който се ражда, когато съпругата му е на 39 години. По време на едно пътешествие в Европа, синът му се заразява от тиф в Гърция и умира във Флоренция на 16 години. В негова памет Лиланд и съпругата му Джейн създават Leland Stanford Junior University. Като задължение на университета се поставят изисквания студентите да бъдат обучавани в преимуществата на обединението и сътрудничеството, да се осигурят равни права на двата пола, както и да се използва фермата в Пало Алто за обучение в селско стопанство.

## Интересен факт
Лиланд притежавал ферма за коне, където организирал състезания. Той се интересувал от начина, по който конят бяга, и след спор по въпроса дали при галоп конят отделя и четирите си крака от земята, наема фотографа Едуард Мейбридж. Създават специална пътека с фотоапарати, които се задействат при преминаване на коня пред камерата. Така на 15 юни 1878 година се създава серия снимки на кобилата Сали Гарднер „Сали Гарднър в галоп“, считано за първи прототип на кинофилм. По-късно възниква спор между Лиланд и Мейбридж за приносите по това техническо постижение.